# James Joll
 (mai 2019).
Si vous disposez d'ouvrages ou d'articles de référence ou si vous connaissez des sites web de qualité traitant du thème abordé ici, merci de compléter l'article en donnant les références utiles à sa vérifiabilité et en les liant à la section « Notes et références ».
James Bysse Joll (né le 21 juin 1918 à Bristol - décédé le 12 juillet 1994) est un historien britannique.

## Œuvres
- The Anarchists, 1964 (2ème édition publiée chez Methuen en 1979  (ISBN 0416722504) )
- The Second International, 1889-1914, Weidenfeld and Nicolson, 1955 (2ème édition en 1974 chez Routledge,  (ISBN 0710079664) )
- Europe since 1870 : an international history, Weidenfeld and Nicolson, 1973  (ISBN 9780297765240), 2ème ed. 1976 chez Penguin  (ISBN 9780140219180), 3ème ed. 1983 chez Penguin  (ISBN 9780140224771)
- The origins of the First World War, 2ème ed., Longman, 1992  (ISBN 0582418666)